# Hoya balansae
Hoya balansae är en oleanderväxtart som beskrevs av Julien Noël Costantin. Hoya balansae ingår i släktet Hoya och familjen oleanderväxter. Inga underarter finns listade i Catalogue of Life.